# キリク峠
キリク峠（キリクとうげ、中国語: 基里克达坂;、ウルドゥー語: کلوک پاس、キリク・ダバーン）は、中華人民共和国・新疆ウイグル自治区とパキスタン・ギルギット・バルティスタン州にあるカラコルム山脈の標高4827メートルの峠である。東のミンタカ峠とともに、古来よりフンザに北から入るための主要なルートであり、また、南からカラチグ峡谷やタグドゥンバシ・パミールに行くための道でもあった。

## 歴史
ミンタカ峠とキリク峠は、タリム盆地から北インドに入るための最短・最速の道であり、年中通行可能であるが、古代においては非常に危険であり、徒歩でしか通れない道だった。タシュクルガンから南へ70キロメートル以上進むと、ミンテケ川（現在のカラチグ川）の合流点に到着する。この谷を西に80キロメートルほど進むとミンタカ峠に到達し、そこから30キロメートルほど離れたところにキリク峠がある。この峠はどちらもフンザの北部に通じており、そこからギルギット峡谷やカシミール、ガンダーラへと向かうことができる。
ミンタカ峠は、古代、氷河に覆われるまではよく使われていた主要な峠だった。ミンタカ峠が氷河に覆われた後、中国やアフガニスタンからのキャラバン隊は、より広く、氷河がなく、キャラバン隊の動物のための十分な牧草が確保できるキリク峠を好んで使用するようになった。
フンザの聖岩には、馬に乗った人やアイベックスが描かれた多数のペトログリフがあり、サカやパウラヴァの支配者に言及したカロシュティ碑文も残されている。歴史家は、紀元前1世紀にマウエスがタキシラを攻略した際には、ミンタカ峠かキリク峠のいずれかを経由するカラコルム・ルートを使用したに違いないと評価している。
1890年代、イギリスはロシアとのグレートゲームの一環として、この峠の近くに前哨基地を設置した。イギリスはこの地域を調査し、ロシアが侵攻してきた場合にキリク峠は容易に防御できると判断した。このことが、この地域の国境線の設定に影響を与えたと考えられる。

## 現在の状態
クンジュラブ峠を越えるカラコルム・ハイウェイが建設されて以来、この峠は使われなくなっている。2010年代後半現在、パキスタン側にはキリク峠へのトレッキングを案内する会社がある。中国側では、観光客の立ち入りを禁止している。